# In Search of the Lost Chord
Albums de The Moody Blues
Days of Future Passed
(1967) On the Threshold of a Dream
(1969)
Singles
In Search of the Lost Chord est le troisième album studio des Moody Blues, sorti en 1968. C'est un album-concept basé sur la quête et la découverte ; l'exploration de notre monde (Dr Livingstone I presume), la musique et la philosophie à travers les âges (House of Four Doors), l'amour perdu (The Actor), le développement spirituel (Voices in the sky), la connaissance dans un monde en perpétuel changement (Ride my see-saw), une conscience plus élevée (Legend of a mind), l'imagination (The best way to travel), et l'exploration de l'espace (Departure). Ce dernier thème reviendrait d'ailleurs sur leur prochain album de 1969 To Our Children's Children's Children, à la fois inspiré et dédié à la mission Apollo 11.

## Titres

### Face 1
1. Departure (Edge) – 0:48
2. Ride My See-Saw (Lodge) – 3:37
3. Dr. Livingstone, I Presume (Thomas) – 2:58
4. House of Four Doors (Lodge) – 4:11
5. Legend of a Mind (Thomas) – 6:40
6. House of Four Doors (Part 2) (Lodge) – 1:43

### Face 2
1. The Best Way to Travel (Pinder) – 3:12
2. Visions of Paradise (Hayward, Thomas) – 4:15
3. The Actor (Hayward) – 4:38
4. The Word (Edge) – 0:49
5. Om (Pinder) – 5:27

## Musiciens
D'après la pochette de l'album : 
- Justin Hayward : chant, guitare acoustique, électrique et 12 cordes, sitar, piano, clavecin, mellotron, basse, percussions, tablas
- John Lodge : chant, basse, guitare acoustique, violoncelle, tambourin, caisse claire
- Graeme Edge : batterie, piano, timbales, tambourin, tablas, chant
- Ray Thomas : chant, flûte traversière, flûte alto, saxophone soprano
- Mike Pinder : chant, mellotron, piano, clavecin, guitare acoustique, violoncelle, autoharpe, basse